# Karel Ančerl
Karel Ančerl (Tučapy, 11 aprile 1908 – Toronto, 3 luglio 1973) è stato un direttore d'orchestra e superstite dell'Olocausto ceco di origine ebraica.
È noto per le sue interpretazioni di musiche di autori del XX secolo come Igor' Fëdorovič Stravinskij, Arnold Schönberg, Béla Bartók e Sergej Sergeevič Prokof'ev; e di compositori cechi come Antonín Dvořák e Bohuslav Martinů.

## Biografia
Nato in Boemia nel 1908, nel 1926 si iscrisse al Conservatorio di Praga dove studiò violino, composizione e direzione d'orchestra fino al 1929 con Václav Talich. 
Nel 1931 a Monaco di Baviera diresse la prima assoluta dell'opera di Alois Hába Madre al Staatstheater am Gärtnerplatz. 
Ottenne l'attenzione del direttore Václav Talich, di cui fu allievo. Fu poi assistente di Hermann Scherchen a Strasburgo, dal 1929-1931 fu a Berlino e successivamente a Monaco di Baviera. 
Ritornò in Cecoslovacchia tra il 1930 e il 1933 e acquisì grande fama con la direzione dell'orchestra jazz del Libero Teatro.
Dal 1933 al 1939 (fino alla Seconda guerra mondiale) egli diresse alla radio Cecoslovacca.
Nel 1942 fu deportato dai nazisti al Campo di concentramento di Theresienstadt sotto Karl Rahm, e nel 1944 al Campo di concentramento di Auschwitz.
Dopo la guerra fino al 1950 ha diretto a Radio Praga, dal 1950 al 1968 è stato il Direttore Principale dell'Orchestra Filarmonica Ceca e dopo l'invasione sovietica della Repubblica Socialista Cecoslovacca emigrò in America diventando dal 1969 al 1973 il Direttore Musicale della Toronto Symphony Orchestra.
Registrò molte incisioni con la Supraphon, vincendo il Grand Prix du Disque.
Fra i suoi allievi si ricorda Libor Pešek.
Nel 1966 lo Stato gli conferì il titolo di Artista nazionale.

## Discografia parziale
- Bartók: Concerto for Orchestra & Viola Concerto - Karel Ančerl/Czech Philharmonic Orchestra, Mangora
- Dvořák: Requiem - Czech Philharmonic Choir & Orchestra/Karel Ančerl, Editions Jade
- Dvorak, Requiem - Ančerl/Stader/Wagner/Borg, Deutsche Grammophon
- Dvořák, Concerto per violino - Czech Philharmonic Orchestra/Karel Ančerl/Josef Suk, Classical Piros Digital
- Dvořák: Symphony No. 9 - Smetana: Vltava - Vienna Symphony Orchestra/Karel Ančerl, Wiener Symphoniker
- Stravinskij: Violin Concerto in D - Šostakovič: Symphony No. 10, Op. 93 - Berliner Philharmoniker/Czech Philharmonic Orchestra/Karel Ančerl/Wolfgang Schneiderhan, Deutsche Grammophon
- Čajkovskij Rimskij-Korsakov, Capricho Español y Capricho Italiano - Česká filharmonie/Karel Ančerl, IMEX